# Província de Zanjan
La província de Zanjan (persa: استان زنجان, Ostān-e Zanjān: àzeri: زنگان اوستانی) és una de les 31 províncies de l'Iran. Està situada a l'Azerbaijan iranià i forma part de la Regió 3. La seva capital és la ciutat de Zanjan. Ocupa una superfície de 36.400 km² amb uns 964.601 (2006).
En el món científic el nom de Zanjan és famós pel centre de recerca IASBS  Arxivat 2011-03-08 a Wayback Machine..
Zanjan té un clima de muntanya amb neu a les muntanyes i un clima d'hivern temperat a les planes. A algunes zones de la província les temperatures mínimes poden baixar fins -27 °C. La pluviometria mitjana a l'agost és només de 3,6 litres.

## Geografia

Prefectures de Zanjan

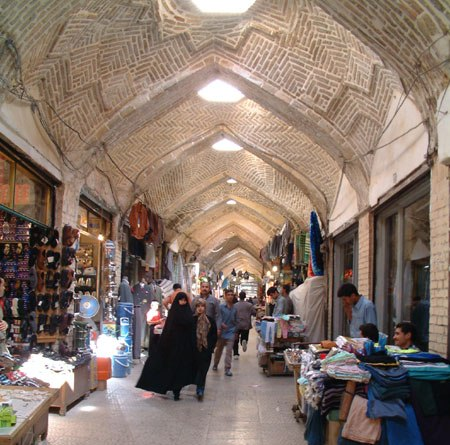
Basar de Zanjan

- Abhar
- Ijrud
- Khodabandeh
- Khorramdarreh
- Zanjan
- Tarom
- Mahneshan
- Soltaniyeh